# Mảng Nam Cực

Mảng Nam Cực, phần màu lam sẫm trên bản đồ

Mảng Nam Cực là một mảng kiến tạo che phủ lục địa Nam Cực và trải dài ra ngoài nằm dưới các đại dương bao quanh. Mảng Nam Cực có ranh giới với các mảng kiến tạo như mảng Nazca, mảng Nam Mỹ, mảng châu Phi, mảng Ấn-Úc, mảng Scotia và có ranh giới kiểu ranh giới phân kỳ với mảng Thái Bình Dương tạo thành sống đại dương Thái Bình Dương-Nam Cực.
Mảng Nam Cực có diện tích khoảng 16,9 triệu km² (khoảng 6,528 triệu dặm vuông Anh). Nó là mảng kiến tạo có diện tích lớn hàng thứ 5 trên thế giới.
Chuyển động của mảng Nam Cực được ước tính ít nhất khoảng 1 cm/năm về phía Đại Tây Dương.